# Royal Rumble 1996
Royal Rumble (1996) was een professioneel worstel-pay-per-view (PPV) evenement dat georganiseerd werd door de World Wrestling Federation (WWF, nu WWE). Het was de 9e editie van Royal Rumble en vond plaats op 21 januari 1996 in het Selland Arena in Fresno, Californië.

## Matches
| Nr. | Match                                                                                            | Winnaar(s)        | Opmerkingen | Bron  |
| --- | ------------------------------------------------------------------------------------------------ | ----------------- | --- | ----- |
| 1F  | Duke Droese vs. Hunter Hearst Helmsley                                                           | Duke Droese       | Eén-op-één FFA match om als 30ste speler deel te nemen aan de Royal Rumble match. Droese won door diskwalificatie.                      | [ 2 ] |
| 2   | Ahmed Johnson vs. Jeff Jarrett                                                                   | Ahmed Johnson     | Eén-op-één match. Johnson won door diskwalificatie.                                                                                     | [ 2 ] |
| 3   | The Smoking Gunns (Billy Gunn & Bart Gunn) (c) vs. The Bodydonnas (Skip & Zip) (met Sunny)       | The Smoking Gunns | Tag team match voor het WWF Tag Team Championship.                                                                                      | [ 2 ] |
| 4   | Goldust (met Marlena) vs. Razor Ramon (c)                                                        | Goldust (nc)      | Eén-op-één match voor het WWF Intercontinental Championship.                                                                            | [ 2 ] |
| 5   | 30-man Royal Rumble match voor een WWF World Heavyweight Championship match op WrestleMania XII. | Shawn Michaels    | Michaels won door Diesel als laatste te elimineren.                                                                                     | [ 2 ] |
| 6   | The Undertaker (met Paul Bearer) vs. Bret Hart (c)                                               | The Undertaker    | Eén-op-één match voor het WWF World Heavyweight Championship. The Undertaker won door diskwalificatie, maar won het kampioenschap niet. | [ 2 ] |

### Royal Rumble match
| Nr. | Entree                 | Orde | Geëlimineerd door                      | Eliminaties | Tijd  | Bron  |
| --- | ---------------------- | ---- | -------------------------------------- | ----------- | ----- | ----- |
| 1   | Hunter Hearst Helmsley | 19   | Diesel                                 | 1           | 48:04 | [ 4 ] |
| 2   | Henry O. Godwinn       | 2    | Jake Roberts                           | 0           | 16:24 | [ 4 ] |
| 3   | Bob Backlund           | 1    | Yokozuna                               | 0           | 12:22 | [ 4 ] |
| 4   | Jerry Lawler           | 16   | Shawn Michaels                         | 0           | 36:02 | [ 4 ] |
| 5   | Bob Holly              | 18   | The Ringmaster                         | 0           | 39:35 | [ 4 ] |
| 6   | King Mabel             | 3    | Yokozuna                               | 0           | 12:14 | [ 4 ] |
| 7   | Jake Roberts           | 6    | Vader                                  | 2           | 14:39 | [ 4 ] |
| 8   | Dory Funk Jr.          | 5    | Savio Vega                             | 0           | 10:53 | [ 4 ] |
| 9   | Yokozuna               | 11   | Shawn Michaels                         | 3           | 19:14 | [ 4 ] |
| 10  | 1-2-3 Kid              | 13   | Shawn Michaels                         | 0           | 15:40 | [ 4 ] |
| 11  | Takao Omori            | 4    | Hunter Hearst Helmsley en Jake Roberts | 0           | 02:48 | [ 4 ] |
| 12  | Savio Vega             | 10   | Vader                                  | 1           | 12:28 | [ 4 ] |
| 13  | Vader                  | 12   | Shawn Michaels                         | 4           | 11:04 | [ 4 ] |
| 14  | Doug Gilbert           | 7    | Vader                                  | 0           | 02:59 | [ 4 ] |
| 15  | Squat Teamer #1        | 8    | Vader                                  | 0           | 01:11 | [ 4 ] |
| 16  | Squat Teamer #2        | 9    | Yokozuna                               | 0           | 00:24 | [ 4 ] |
| 17  | Owen Hart              | 21   | Diesel en Shawn Michaels               | 2           | 20:43 | [ 4 ] |
| 18  | Shawn Michaels         | -    | Winnaar                                | 8           | 26:09 | [ 4 ] |
| 19  | Hakushi                | 14   | Owen Hart                              | 0           | 01:53 | [ 4 ] |
| 20  | Tatanka                | 17   | Diesel                                 | 1           | 04:09 | [ 4 ] |
| 21  | Aldo Montoya           | 15   | Tatanka                                | 0           | 01:52 | [ 4 ] |
| 22  | Diesel                 | 29   | Shawn Michaels                         | 5           | 17:51 | [ 4 ] |
| 23  | Kama                   | 28   | Diesel                                 | 1           | 15:57 | [ 4 ] |
| 24  | The Ringmaster         | 23   | Fatu                                   | 1           | 10:57 | [ 4 ] |
| 25  | Barry Horowitz         | 20   | Owen Hart                              | 0           | 04:15 | [ 4 ] |
| 26  | Fatu                   | 24   | Isaac Yankem, DDS                      | 1           | 07:07 | [ 4 ] |
| 27  | Isaac Yankem, DDS      | 25   | Shawn Michaels                         | 1           | 07:05 | [ 4 ] |
| 28  | Marty Jannetty         | 22   | The British Bulldog                    | 0           | 02:35 | [ 4 ] |
| 29  | The British Bulldog    | 27   | Shawn Michaels                         | 1           | 03:39 | [ 4 ] |
| 30  | Duke Droese            | 26   | Diesel en Kama                         | 0           | 01:10 | [ 4 ] |